# Antichambre du Grand Couvert

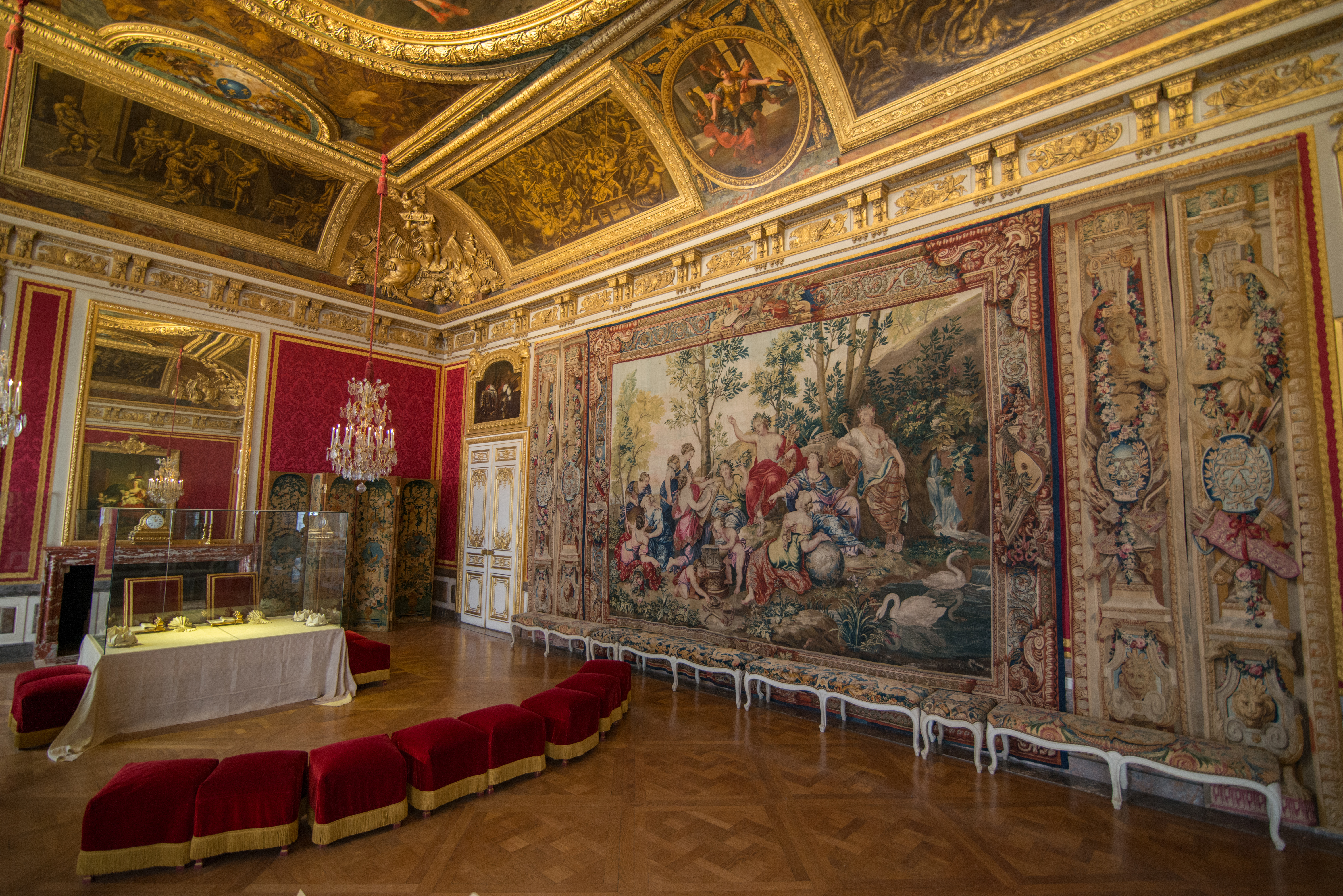
Vue générale de l'antichambre du Grand Couvert

L'antichambre du Grand Couvert est un salon d'apparat faisant partie du grand appartement de la reine au château de Versailles, un château français situé dans les Yvelines, en Île-de-France. Il constitue la première antichambre de l'appartement et est desservi à l'ouest par le salon des Nobles et à l'est par la salle des Gardes.

## Histoire
Initialement salle des Gardes de la reine Marie-Thérèse, elle devint la première antichambre de l'appartement de la reine, dite antichambre du Grand Couvert, de par son utilisation par le roi et la reine lors des soupers en public. Louis XIV y soupe tous les soirs avec la reine et la famille royale. Après la mort de la reine Marie-Thérèse en 1683, l'appartement de la souveraine est attribué à la dauphine, Marie-Anne de Bavière, et le roi continue de venir souper chez sa belle-fille. Après la mort de celle-ci en 1690, il préfère désormais souper dans son propre appartement, dans sa première antichambre. 
Du temps de Louis XV, la cérémonie du Grand Couvert prend de nouveau place dans l'appartement de la reine. À la fin de l'Ancien Régime, Louis XVI et Marie-Antoinette ne soupent plus au Grand Couvert que les dimanches et jours de fêtes.

## Décor
Le plafond est entièrement décoré avec des peintures compartimentées par des éléments de stuc doré. À l'origine salle des gardes, la pièce est d'abord dotée d'un plafond central dédié à Mars :
- Voussure sud (au-dessus des fenêtres) : Clélie fuyant avec ses compagnes, par Paillet ; Harpalice délivrant son père, par Vignon.
- Voussure nord : Artémise combattant les Grecs à la bataille de Salamine, par Paillet ; Zénobie combattant contre l'empereur Aurélien, par Paillet.
- Voussure ouest (au-dessus de la cheminée) : Rodogune jure de venger la mort de son époux, par Vignon.
- Voussure est : Hypsicrate suivant son époux Mithridate à la guerre, par Paillet.

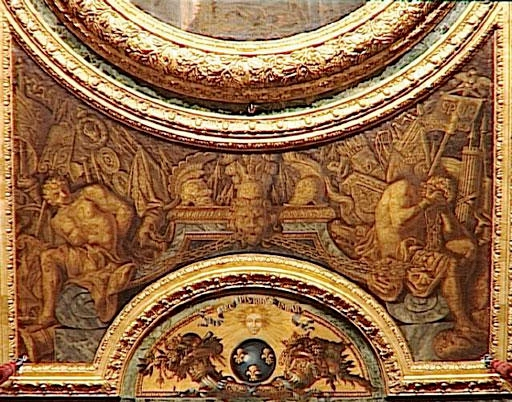
Camaïeu représentant des esclaves enchaînés, allégories de le Saint-Empire et de la Turquie.

Deux camaïeux d'or encadrent le compartiment central et représentent des esclaves enchaînés, allégories de le Saint-Empire et de la Turquie (à l'est) et de l'Espagne et de la Hollande (à l'ouest). Deux tondi sont également placés au centre des voussures nord et sud :
- Au nord : La Fureur et la Guerre devant le temple de Janus, par Paillet.
- Au sud : Bellone, déesse des combats, brûle avec un flambeau le visage de Cybèle et fait fuir l'Amour dans les cieux, par Vignon.

Le panneau du plafond central de Claude-François Vignon, très endommagé, fut détruit en 1814. Il fut alors remplacé par un tableau de Paul Véronèse (Saint Marc couronnant les Vertus théologales), prise de guerre effectuée au palais des Doges de Venise lors de la conquête française de 1797 (aujourd'hui au Louvre). En 1861, on remplace le Véronèse par un carton de tapisserie d'Henri Testelin d'après La Famille de Darius aux pieds d'Alexandre peint par Charles Le Brun en 1661. Quatre dessus-de-porte complètent la décoration dus à Madeleine Boullogne et réalisés en 1673, ils représentent des trophées guerriers.
Les peintures, dorures et stuc du plafond ont été restaurés entre 2008 et 2010. La pièce a été remeublée avec l'aide du décorateur Jacques Garcia dans le souci d'évoquer un grand couvert royal de la fin de l’Ancien Régime. Les murs sont tendus de damas de soie cramoisi encadré par un double galon d'or de style rocaille.